# Alnetin
Alnetin es una flavona aislada de Lindera lucida.